# Megarhyssa rotundamacula
Megarhyssa rotundamacula är en stekelart som beskrevs av Wang och Hu 1994. Megarhyssa rotundamacula ingår i släktet Megarhyssa och familjen brokparasitsteklar. Inga underarter finns listade i Catalogue of Life.